# Я в моменте
«Я в моменте» — песня российских хип-хоп исполнителей Джарахова и Markul. Она была выпущена 3 июня 2021 года в качестве сингла для цифрового скачивания и стриминга на лейбле Warner Music Russia. Текст песни был написан самими исполнителями, а музыка Виктором Сибринином, Павлом Личадеевым и Юрием Музыченко. Продюсерами выступили Сибринин и группа The Hatters. Песня в жанре поп-рэп, она имела коммерческий успех и попала в множество чартов. 5 августа 2021 года была выпущена вторая версия трека, которая была записана Джараховым совместно с Mary Gu.

## Предыстория
Изначально фронтмен группы The Hatters Юрий Музыченко предложил Джарахову принять участие в их лайве в честь пятилетия с момента основания их группы и записать фит на одну из песен. Эльдар выбрал трек «Я делаю шаг» из мини-альбома Shoot Me, дописал к нему за 15 минут текст и исполнил свой куплет сольно. Тогда быстро ставшей известной фраза «Я в моменте» впервые прозвучала именно на концерте Шляпников. После выпуска лайв-альбома (22 апреля 2021 года) новая обновлённая Эльдаром версия песни быстро заняла высшие позиции чартов стриминговых сервисов, а в TikTok под куплет Джарахова сняли свыше полумиллиона роликов. Люди делали ремиксы, переводы песни, а также мемы, делавшие строки всё более и более узнаваемыми. А в одной из российских школ песня стала гимном выпускников.

## Мотив и семпл
В песне используется оригинальный мотив и семпл песни «Я делаю шаг» из мини-альбома Shoot Me джипси-фолк-рок группы The Hatters.

## Первая версия

### История
Второй исполнитель из релиза Markul рассказал, что случайно увидел отрывок лайва «Я делаю шаг» и с полной уверенностью, что трек уже вышел, написал Эльдару с похвалой. Спустя пару дней Эльдар предложил ему записать второй куплет на новую версию того выступления. «Я в моменте» вышла 3 июня 2021 года и вновь закрепилась на высших позициях чартов стриминговых сервисов.
Спустя некоторое время Джарахов заявил о том, что собирается удалить трек со всех музыкальных площадок, так как ему надоели комментарии пользователей о том, что они ни разу не слышали эту песню, но уже от неё устали. Позже стало понятно, что заявление оказалось перформансом к выходу альтернативной версии трека, записанной совместно с Maru Gu.

### Рейтинги
- Самая популярная песня лета 2021 года в Spotify[12][13];
- 14 место среди самых популярных треков за 2021 год в VK Музыке[14].

## Вторая версия
Альтернативная версия трека была записана Джараховым совместно с Maru Gu и получила название «Я в моменте 2». Была выпущена 5 августа 2021 года в жанре поп и более меланхоличном настроении. Её выпуску предшествовали заявления Джарахова о якобы удалении оригинальной версии «Я в моменте» со всех стриминговых площадок, чего в итоге не произошло.